# Lyrocarpa
Lyrocarpa är ett släkte av korsblommiga växter. Lyrocarpa ingår i familjen korsblommiga växter.
Kladogram enligt Catalogue of Life:
| Lyrocarpa | \| \| Lyrocarpa coulteri \| \| \| \| \| \| Lyrocarpa linearifolia \| \| \| \| \| \| Lyrocarpa xantii \| \| \| \| |
|           | \| \| Lyrocarpa coulteri \| \| \| \| \| \| Lyrocarpa linearifolia \| \| \| \| \| \| Lyrocarpa xantii \| \| \| \| |
|           | Lyrocarpa coulteri                                                                                               |
|           | |
|           | Lyrocarpa linearifolia                                                                                           |
|           | |
|           | Lyrocarpa xantii                                                                                                 |
|           | |

## Bildgalleri

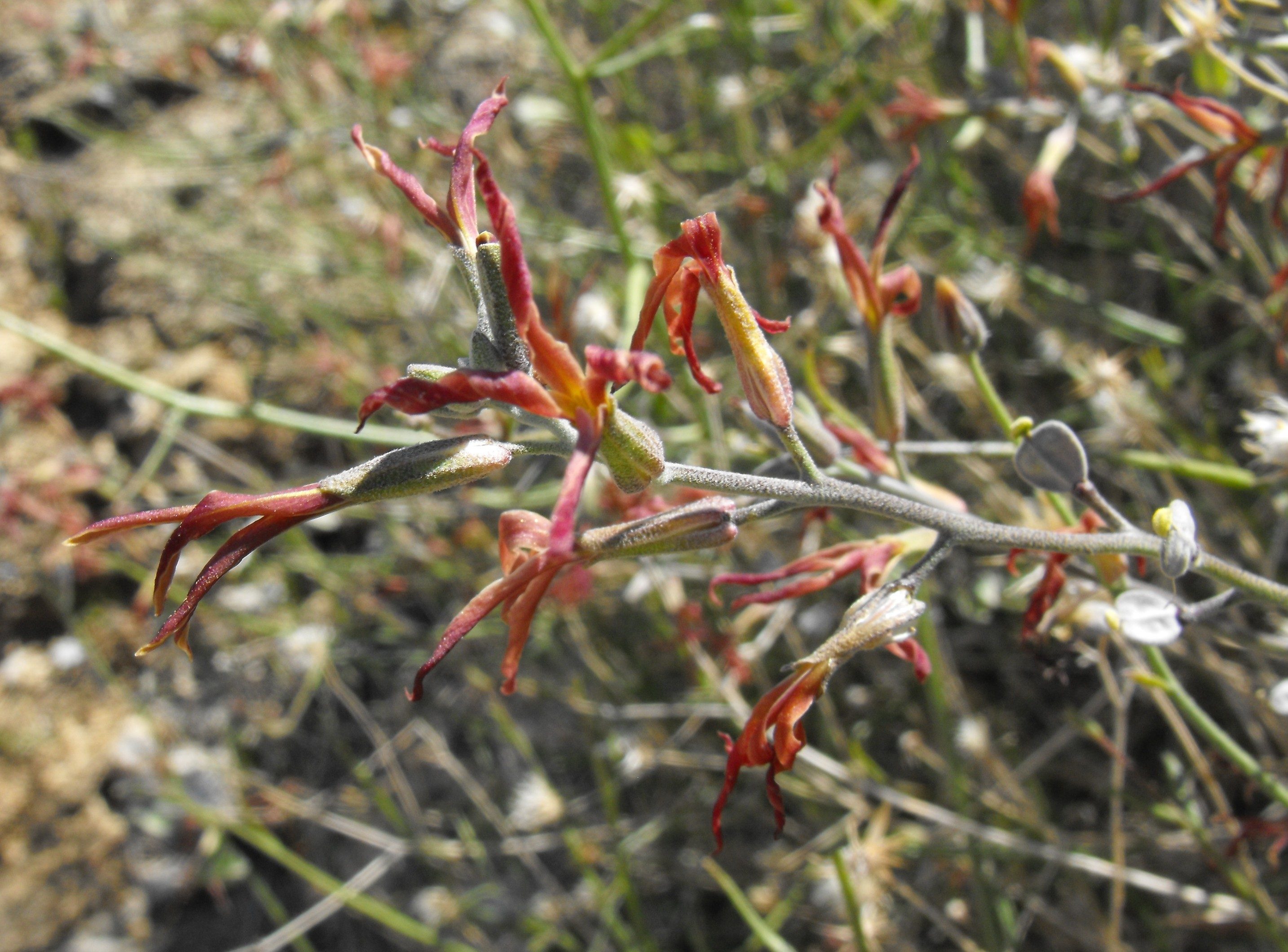
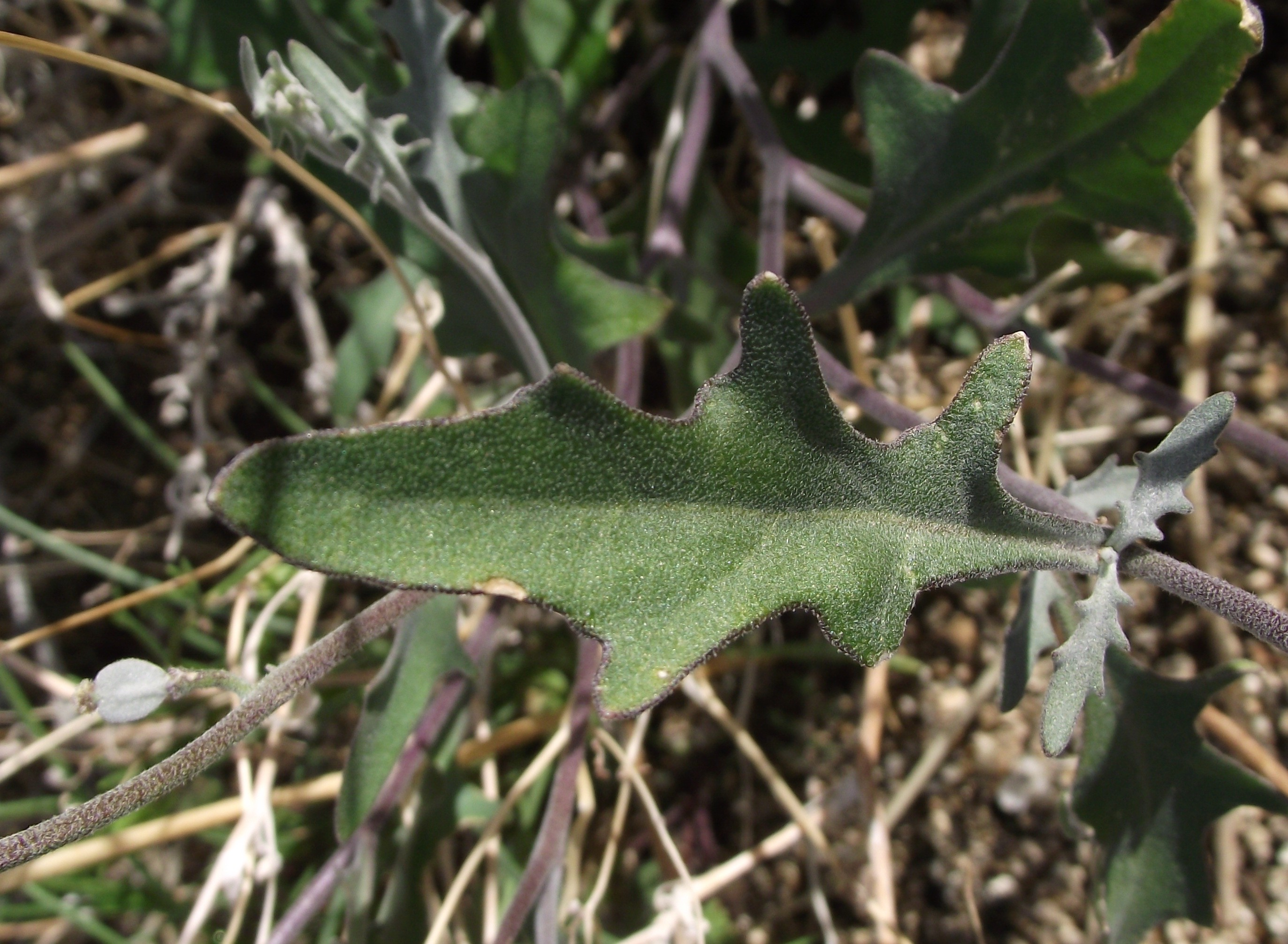